# Давыдково (городской округ Истра)
Давыдково — деревня в Новопетровском сельском поселении Истринского района Московской области. Население — 37 чел. (2010), зарегистрировано 1 садовое товарищество.
Находится примерно в 30 км северо-западнее Истры, на реке Разварня, высота над уровнем моря 241 м. Ближайшие населённые пункты в 1 км — Гребеньки на юг, Надеждино на восток, Деньково на север. Ближайшая железнодорожная станция — Лесодолгоруково Рижского направления Московской железной дороги — в 1 км.

## Население
| 2002 | 2006 | 2010 |
| ---- | ---- | ---- |
| 29   | ↗34  | ↗37  |

## Исторические сведения
До 1929 года входила в состав Мамошинской волости, относившейся до 9 марта 1921 года к Рузскому, а затем к Воскресенскому уезду Московской губернии. По данным на 1890 год в деревне проживало 134 человека, по материалам Всесоюзной переписи населения 1926 года — 152 человека, насчитывалось 40 хозяйств.